# Base de données orientée texte

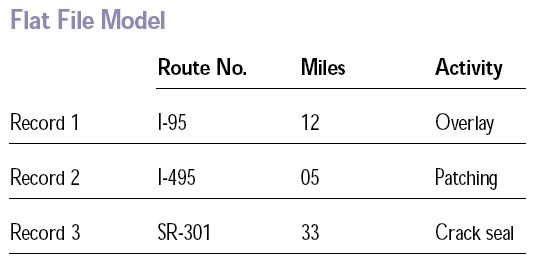
Exemple d'une base de donnée dans un fichier plat

Une base de données orientée texte (ou base de données dans un fichier plat, de l'anglais flat file database) est un modèle de base de données (en) (généralement une table) sous la forme d'un simple fichier (formats .txt ou .ini).
Un fichier plat est un fichier texte ou du texte combiné avec un fichier binaire contenant généralement un seul enregistrement par ligne.

## Description
Les fichiers plats contiennent, généralement, un seul enregistrement par ligne. Il y a différentes conventions pour représenter les données. Les formats CSV et DSV permettent de séparer les champs à l'aide d'un séparateur comme la virgule ou la tabulation. Dans d'autres cas, chaque champ peut avoir une longueur fixe; les valeurs "courtes" seront complétées avec des espaces. Afin d'éviter des conflits de séparateurs il peut être nécessaire d'ajouter d'autres techniques de formatage.

## Implémentations
- Fichiers texte recfiles accessibles avec GNU Recutils.
- awk est une commande unix permettant de traiter les fichiers plats à partir de la ligne de commande ou d'un script.